# Jabbo Ware
James „Jabbo“ Ware  (* 1942 in Rome, Georgia) ist ein US-amerikanischer Jazz-Saxophonist, Bandleader, Arrangeur und Komponist. Ware ist der Gründer des Me, We and Them Orchestra.

## Leben und Wirken
Jabbo Ware begann seine musikalische Ausbildung 1960 auf dem Altsaxophon in St. Louis. Ende der 1960er Jahre spielte er in verschiedenen Rhythm and Bluesbands und komponierte für die Black Artists Group in St. Louis, in der er mit Musikern wie Oliver Lake, Julius Hemphill, J. D. Parran und Hamiet Bluiett arbeitete. Unter dem Eindruck von Bluietts Spiel auf dem Baritonsaxophon wechselte Ware zu diesem Instrument; Bluiett überzeugte ihn 1970, nach New York City zu ziehen. Dort studierte er Improvisation und Komposition bei George Coleman und arbeitete mit Formationen wie der CBA Band (Collective Black Artists) und in den Bands von Frank Foster und Sam Rivers; außerdem arbeitete er mit Dollar Brand, Albert King, Charles Mingus und Archie Shepp, an dessen Impulse Alben Attica Blues und Cry of My People er mitwirkte. In dieser Zeit lernte Ware die Musiker seines späteren eigenen Orchesters kennen, Durch die Vermittlung von Shepp traf er auf Cal Massey, der zwei von Wares Kompositionen an der University of Massachusetts at Amherst aufführte.
Aus dieser Zusammenarbeit und seinen Erfahrungen mit Bigbands seit seiner Zeit in St. Louis, wo er in George Hudsons Big Band gespielt hatte, kam der Impuls zur Gründung des Me, We and The Orchestra im Jahr 1973. Stilistisch war Wares Big Band stark vom Duke Ellington Orchestra, aber auch von den Bands von Charles Mingus und Gil Evans beeinflusst. 1991 entstand das Album Today’s Move (unter anderem mit Cecil Bridgewater, John Scott, Mala Waldron, Anthony Cox und Warren Smith). 1994 erschien auf Soul Note das Album Heritage Is. Auf seinem Album Something is Coming (2001) spielten u. a J. D. Parran, Cecil Bridgewater, Bill Lowe, Hilton Ruiz, Warren Smith und Thurman Barker. 2004 erschien das Livealbum Vignettes in the Spirit of Ellington (auf Wares Label Y'all of New York, entstanden 2001), gefolgt von Strings and Horns (2005).